# Болярино
Болярино е село в Южна България. То се намира в община Раковски, област Пловдив.

## Наименования
Преди Освобождението селото се е наричало Бейкьой. От август 1934 г. селото се нарича Болярино.

## География
Село Болярино се намира на 35 км. източно от Пловдив. Разполага се между два продълговати баира. Почвата на землището северозападно е песъчлива (комсал), а останалата част е чернозем. Височината на баирите е 213 м, а равнището на селото е 167 м над морското равнище.

## История
Преди Освобождението в село Бейкьой е имало добре уредена джамия. Тогава то е било малко турско село, в което са живеели двама богаташи.
- Единият – в южния край на селото се казвал Гяур Бей, защото знаел много добре български и братята му по вяра го нарекли Гявур Осман.
- Другият живеел в северния край на селото и се казвал Кара Бей.

Селото било разделено на две махали – тази около джамията се казвала Бейкьой, а в северната част била махалата Карабейкьой. Местните турци се занимавали със скотовъдство.
Около 1870 г. в южния край на селото, като аргатин при богатия турчин Гявур Осман се преселва Иван Кравев от село Рахманлий. Той участвал в четата на Добри войвода. След Освобождението Иван Кравев отново се връща в Бейкьой, но селото е неузнаваемо – турците бягат към Цариград. Старият му приятел Гявур Осман също се готвел да напусне родното си село. От него Иван Кравая купува почти на безценица 50 уврата (сега 100 дка) земя, взима и дворното място на Осман и окончателно се заселва в Бейкьой. Турската миграция на изток продължила няколко години. Постепенно към селото прииждат и други заселници - общо 51 рода.
Турците си имали свое училище, където ходжата е обучавал турските деца. След изселването на турците, Брезовският окръжен училищен инспектор, започнал да настоява пред българите, да открият свое училище. Тогавашният кмет Дончо Андреев предложил училището да се построи на височината на изток. Майстор бил Димо Трифонов от с. Дебър (Македония). Изграденото училище е било на три етажа (рядък случай за онези времена), от които на първите два са се разполагали класните стаи, а третия-канцелария, в която се е помещавала и Общинската администрация. Училището отваря врати през 1881 г. Първият учител е бил българинът Гено Карабаджаков, родом от с. Колачево – Чирпанско. Той е бил 30 – годишен и е обучавал първо отделение състоящо се от 34 ученици.
През 1907 г. започват строеж на църква в селото. Със собствените си каруци селяните превозвали каменни блокове, а италиански майстор строил сградата. Църквата е завършена и осветена през 1908 г
През 1922 започва строежът на ново училище, пълна прогимназия, с девет класни стаи, състои се от девет паралелки с по над 35 ученици, с оглед да задоволява нуждите на селото в продължение на 50 години. То е завършено през 1926 г., изключително със средства от населението, а издръжката му е гарантирана с 360 дка ниви от общинската мера.
През 1925 г., с лични средства и със събиране на книги от личните библиотеки на основателите се слага началото на читалищната дейност в селото. Председател е Никола Дончев, библиотекар – Димитър Дзимбов. Първата поставена пиеса е „Иванко“.
Чирпанското земетресение от 1928 г. нанася големи щети на населението – 59 напълно разрушени къщи, 68 – полуразрушени и слабо повредени. Държавата подпомага ремонта на училищната сграда, а църквата и още 230 сгради, разрушени или полуразрушени, населението възстановява със собствени усилия и средства.
През 1929 г. населението на с. Болярино е 1189 жители българи и разполага със 180 къщи, през 1933 г. селото наброява 1327 души, разпределени в 207 домакинства, с 200 къщи, притежава 23 000 дка земя, от която 17 416 дка обработваема площ, 1000 дка гора, останалото общинска мера. Населението се занимава с обработка на земята и скотовъдство – има 800 глави едър рогат добитък, 180 свине и 3287 овце.
След 1944 г. училището е наречено „Христо Смирненски“. През 1945 г. е построен Стопански двор I, с две помещения. През 1947 г. е построена сградата на кметството, в която на горния етаж се помещава пощата, а на първия здравната служба и администрацията на съвета. През 1948 г. е построен Стопански двор II, а през 1949 – Стопански двор III. През 1952 г. населението изгражда фурна за печене на хляб.
През 1956 г. се полагат основите на читалищната сграда със средства, дарени от населението. Завършването и откриването на читалище „Христо Ботев“ става през 1958 г. През 1957 г. е построен паметник и оформен парк в центъра на селото в памет на „Загиналите за свободата на България“. През 1960 г. се строи и универсалният магазин.
През 2014 г. в село Болярино живеят около 400 души, а голяма част от къщите са необитаеми, има 700 глави едър рогат добитък, 1020 овце, 43 бр. прасета, 480 пчелни семейства. Земята се обработва от трима арендатори.

## Културни и природни забележителности
- Църква „Свети Йоан Богослов“
- Народно читалище „Христо Ботев“
- Паметник на загиналите във войните (в парка до кметството)
- Гората в землището на Шишманци и Болярино е обявена за защитена територия с цел да се запази местонахождението на редките за страната ни птици като малката бяла чапла, гривестата чапла, нощната чапла и блестящия ибис.

- Църква „Свети Йоан Богослов“
- Народно читалище „Христо Ботев“
- Паметник на загиналите във войните

## Личности
- Стойко Иванов Краваев (1923-1998) - лекар, дългогодишен ръководител на Дирекция "Санаторно и курортно дело" на МНЗ, син на дългогодишния кмет на селото Иван Стойков Краваев, както и правнук на комендата на Болярино след Освобождението Иван Кравая
- Миньо Георгиев - саксофонист, дългогодишен член на фолклорната група „Канарите“
- Марко Минев - фаготист, дългогодишен първи фаготист на Софийска филхармония
- Деница Лафчиева - кларинетистка
- Денчо Георгиев – полковник, командир на 3-та зенитноракетна бригада до 1980 г.

## Редовни събития
- Празникът на селото е на Димитровден.
- Фестивал на Тракийската народна музика в памет на Миньо Георгиев. Първо издание - 15 юли 2022.